# ماندي ليون
ماندي ليون (بالإنجليزية: Mandy Leon)‏ هي مصارعة محترفة وممثلة أمريكية، ولدت في 3 مارس 1992 في بروكلين في الولايات المتحدة.

## وصلات خارجية
- ماندي ليون على موقع CageMatch worker (الإنجليزية)
- ماندي ليون على موقع قاعدة بيانات المصارعة على الإنترنت (الإنجليزية)
- ماندي ليون على موقع IMDb (الإنجليزية)
- ماندي ليون على موقع قاعدة بيانات الفيلم (الإنجليزية)